# Cécile Oumhani
Pour l’article ayant un titre homophone, voir Oumm Hani.
Cécile Oumhani, née le 12 décembre 1952 à Namur (Belgique), est une écrivaine franco-britanno-tunisienne, une romancière et une poète, auteure également d'essais, ainsi qu'une enseignante.

## Biographie
Cécile Oumhani, née en décembre 1952 à Namur,,, grandit entre le français et l’anglais. Elle est la fille d'une artiste-peintre écossaise, Madeleine Vigné-Philip. « Marquée par les séjours effectués pendant son enfance dans sa famille maternelle au Canada anglophone, elle développe une familiarité avec des univers variés : Belgique, Inde, Allemagne, Écosse »… Son rapport avec les mots se nourrit de littératures francophones et anglophones abordées dans leur langue d’origine, développant ainsi un  intérêt pour ce qui se laisse apercevoir dans l’entre-deux langues. Sa rencontre, par son mariage, avec la Tunisie vient presque naturellement ajouter de nouvelles facettes à son imaginaire. 
En 1995, elle publie son premier recueil de poèmes, À l’abside des hêtres, et un premier recueil de nouvelles, Fibules sur fond de pourpre. Une dizaine de recueil de poésies suivent. Puis en 1999, un premier roman, Une odeur de henné. Son langage est épuré. En 2008, Le café d'Yllka se voit attribuer le prix littéraire de l’association des  écrivains de langue française 2009 (l'ADELF). Elle obtient aussi le Prix Naji Naaman, au Liban, en 2012.
Cécile Oumhani est présente dans de nombreux festivals littéraires, tels que Marché de la Poésie à Paris, Étonnants Voyageurs, Salon international de l’édition et du livre de Rabat, Nature en Livres. Elle devient aussi  maître de conférences en anglais à l’Université Paris-Est-Créteil-Val-de-Marne.
« Passionnée d’écriture » (voir son essai À fleur de mots : la passion de l’écriture, paru à Montpellier en 2004), Cécile Oumhani nous décrit des personnages attachants qui, issus de couples mixtes, se lancent à la recherche de leur enfance sur l’une ou l’autre rive de la Méditerranée...

## Œuvres

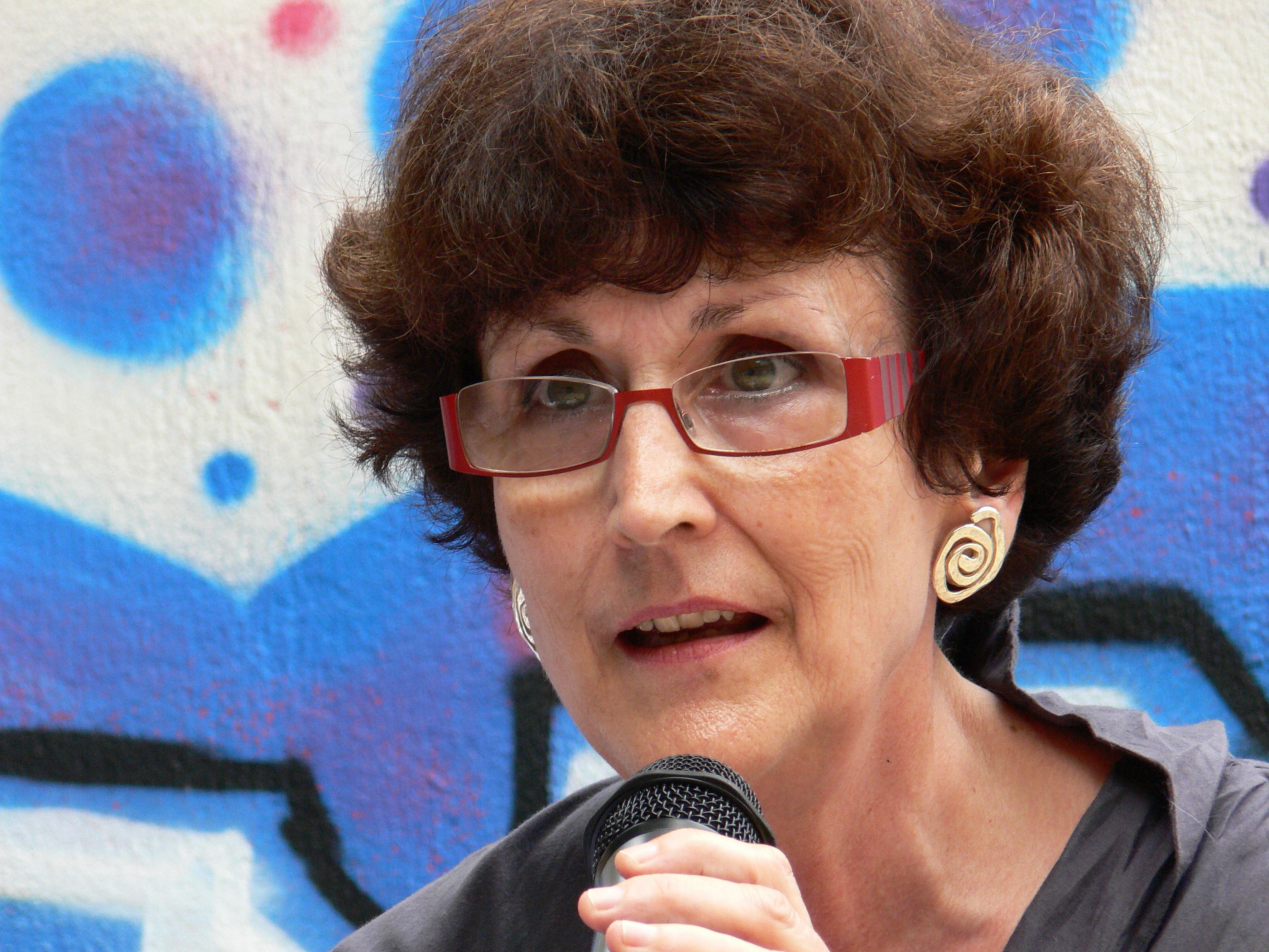
Sète, 2014

- 1995 : A l’abside des hêtres, poèmes, Centre Froissart
- 1995 : Fibules sur fond de pourpre, nouvelles, Le Bruit des Autres
- 1996 : Loin de l’envol de la palombe, poèmes, La Bartavelle
- 1997 : Vers Lisbonne, promenade déclive, poèmes, Encres Vives
- 1998 : Des sentiers pour l’absence, poèmes, Le Bruit des Autres
- 1999 : Une odeur de henné, roman, Paris-Méditerranée/Alif
- 2001 : Les Racines du mandarinier, roman, Paris-Méditerranée
- 2003 : Chant d’herbe vive,  poèmes, Voix d'Encre (accompagnement plastique : Liliane-Eve Brendel)
- 2003 : Un jardin à La Marsa, roman, Paris-Méditerranée
- 2004 : À fleur de mots, essai, Chèvre feuille étoilée
- 2005 : Demeures de mots et de nuit, poèmes, Voix d'Encre (accompagnement plastique : Myoung-Nam Kim)
- 2007 : Plus loin que la nuit, roman, L'Aube[7]
- 2008 : La Transe, nouvelles, collection Bleu Orient, Jean-Pierre Huguet éditeur
- 2008 : Le café d'Yllka, roman, Elyzad Prix littéraire européen de l'ADELF 2009
- 2008 : Au miroir de nos pas,poèmes, Encres Vives
- 2009 : Jeune femme à la terrasse, poème (versions anglaise et française), Al Manar (accompagnement plastique : Julius Baltazar)
- 2009 : Temps solaire, poèmes, Voix d'Encre (accompagnement plastique : Myoung-Nam Kim)
- 2011 : Plus loin que la nuit, roman, nouvelle édition, collection poche, Chèvre-Feuille Etoilée
- 2011 : Cités d'oiseaux, poèmes, livre d'artiste, Editions de la lune bleue, (accompagnement plastique :  monotypes de Luce Guilbaud)
- 2012 : Une odeur de henné, roman, nouvelle édition, collection poche, Elyzad, Prix Grain de Sel 2013
- 2012 : L'atelier des Strésor, roman, Elyzad, Mention spéciale du Prix franco-indien Gitanjali 2012, Prix de la Bastide 2013
- 2013 : La nudité des pierres, poèmes, éditions Al Manar (accompagnement plastique : Diane de Bournazel)
- 2013 : Tunisie, carnets d'incertitude, Elyzad
- Prix européen francophone Virgile 2014 (décerné pour l'ensemble de l'œuvre)
- 2015 : Passeurs de rives, poèmes, éditions La tête à l'envers (accompagnement plastique : Myoung-Nam Kim)
- 2016 : Les racines du mandarinier, roman, nouvelle édition, collection poche, Elyzad
- 2016 : Tunisian Yankee[8],  roman, Elyzad. Prix ADELF - Maghreb 2016, Nommé pour le Prix Joseph Kessel 2017
- 2018 : Marcher loin sous les nuages, poèmes, APIC éditions, Alger (collection "Poème du monde")
- 2019 : Mémoires inconnues, poèmes, éditions La tête à l'envers (accompagnement plastique : Liliane-Eve Brendel)
- 2022 : La ronde des nuages, poèmes, éditions La tête à l'envers, avec cinq oeuvres de J.M.W Turner
- 2024 : Ma mère et la peinture, Meine Mutter und die Malerei, prose, avec des peintures de Madeleine Vigné-Philip, mère de l'auteure, bilingue français-allemand, traduction allemande par Tanja Langer, Bübül Verlag Berlin
- 2024 : Like Birds in the Sky, nouvelles écrites en anglais, Red River, Delhi
- 2024 : Les tigres ne mangent pas les étoiles, roman, Elyzad